# Saint-Clément-sur-Valsonne
Saint-Clément-sur-Valsonne es una comuna francesa situada en el departamento de Ródano, de la región de Auvernia-Ródano-Alpes.

## Demografía
| 483 | 474 | 448 | 457 | 467 | 546 | 648 | 746 | 893 |
| Para los censos de 1962 a 1999 la población legal corresponde a la población sin duplicidades (Fuente: INSEE [Consultar]) |     |     |     |     |     |     |     |     |